# Aline (chanson)
Pour les articles homonymes, voir Aline.
Aline est une chanson écrite, composée et interprétée par Christophe, sortie en juillet 1965. Elle connaît un important succès, devient un slow de l'été, se classant en tête des ventes en France, en Espagne, en Belgique, en Israël, en Turquie et au Brésil et dépassant le million de disques vendus, dont plus de 400 000 en France.
La chanson ressort en 45 tours sur le label Motors pendant l'été 1979, sans avoir été réenregistrée ou remixée, et se classe de nouveau en tête des hit parades en France, dépassant alors le million d'exemplaires vendus dans le pays. En tout, il s'est écoulé 3,5 millions d'exemplaires du disque dans le monde.

## Histoire de la chanson
Selon Christophe, la chanson est née en 1964, lors d'un déjeuner chez sa grand-mère. Il l'a composée sur sa guitare en un quart d'heure. Inspirée par le blues américain lors de sa création, la chanson a pris des sonorités plus pop, variété, avec les arrangements de Jacques Denjean pendant l'enregistrement.
Le prénom Aline comme titre n'est pas venu immédiatement pendant la phase d'écriture. Christophe raconte qu'il fréquentait en 1964 une personne appelée ainsi et que ce prénom sonnait bien. Dans une interview donnée au magazine Lui en 2016, Christophe précise qu'il s'agissait d'« Aline Natanovitch », assistante dentaire boulevard du Montparnasse la journée et chargée des vestiaires de l'Orphéon club la nuit. 
Daniel Ichbiah dans son ouvrage 50 ans de chansons françaises, donne une version similaire avec un nom légèrement différent. Selon lui, « Aline Latanowicz », était la jolie assistante du dentiste chez lequel Christophe se trouvait et à qui il aurait demandé son prénom. 
Frédéric Zeitoun, chroniqueur musical sur France 2, rapporte que Christophe lui avait raconté qu'il avait demandé à l'époque le prénom de l'assistante au moment où le dentiste lui soignait une dent cariée, ce qui a amené Christophe à crier « Aline ». Frédéric Zeitoun invite cependant à considérer cette anecdote avec prudence.
Le Courrier picard évoque également le nom de « Aline Latanowicz », originaire du Pas-de-Calais et décédée à Boulogne-Billancourt en 2019 à l'âge de 77 ans.
La chanson fait partie de la bande son de plusieurs films, notamment dans The Gray Man (2022) des frères Russo. La reprise de Jarvis Cocker est utilisée dans The French Dispatch de Wes Anderson (2021).

## Affaire de plagiat
Le chanteur Jacky Moulière a accusé Christophe d'avoir plagié son titre La Romance sorti en 1963. Si les tribunaux lui donnent tout d'abord raison, Jacky Moulière perd en appel en 1970.

## Reprises
Le groupe Therapie Taxi effectue une reprise de la chanson en 2018 dans le cadre de leur participation au premier album produit par la plateforme Deezer. La chanson est à nouveau reprise en 2021 par Jarvis Cocker et le clip de cette version, réalisé par Wes Anderson,, est primé au Festival international du film d'animation d'Annecy 2022. John Tana a repris la chanson en 2022 sous le titre Allein.

## Humour
Dans un épisode de septembre 1988 de l'émission La Classe, l'humoriste Jean-Marie Bigard évoque une version allemande de cette chanson. Les paroles sont semblables à celle de la version française, excepté le refrain où il est crié le bras tendu Heil Line !, pour qu'elle revienne.